# Merrie Monarch Festival

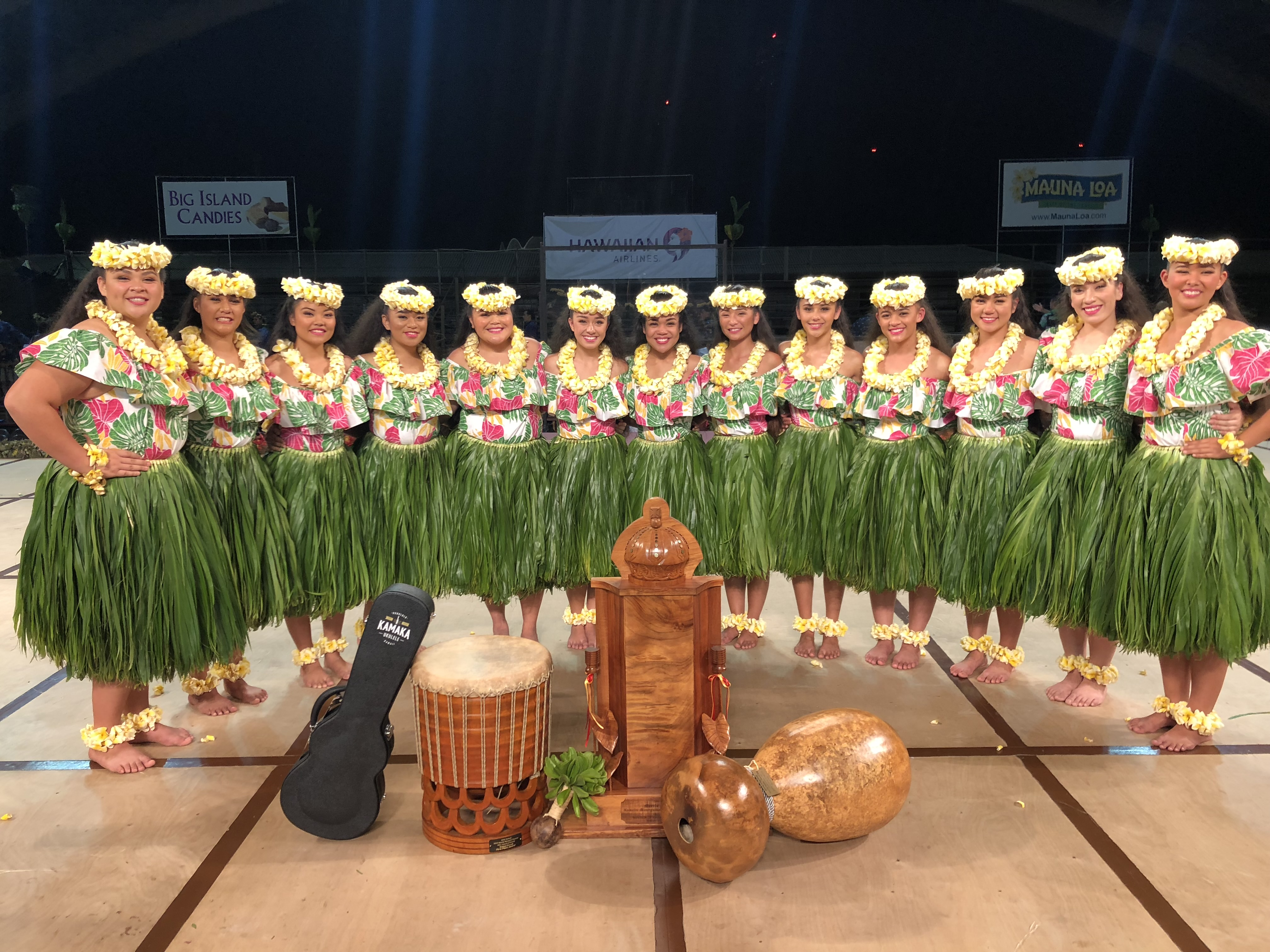
Gewinner des Merrie Monarch Festivals 2019

Das Merrie Monarch Festival (deutsch: Fest des fröhlichen Monarchen) ist ein einwöchiges kulturelles Fest in Hilo im US-Bundesstaat Hawaii, bei dem der weltweit größte internationale Wettbewerb im Hula stattfindet. Es wird jährlich in der Woche nach Ostern zu Ehren des Königs Kalākaua (1836–1891) veranstaltet, der ein besonderer Förderer der hawaiischen Kultur und vor allem des Hula war. Während seiner Herrschaft wurden 300 alte Hulatänze wiederentdeckt. Einige hat er selbst kreiert.

## Geschichte

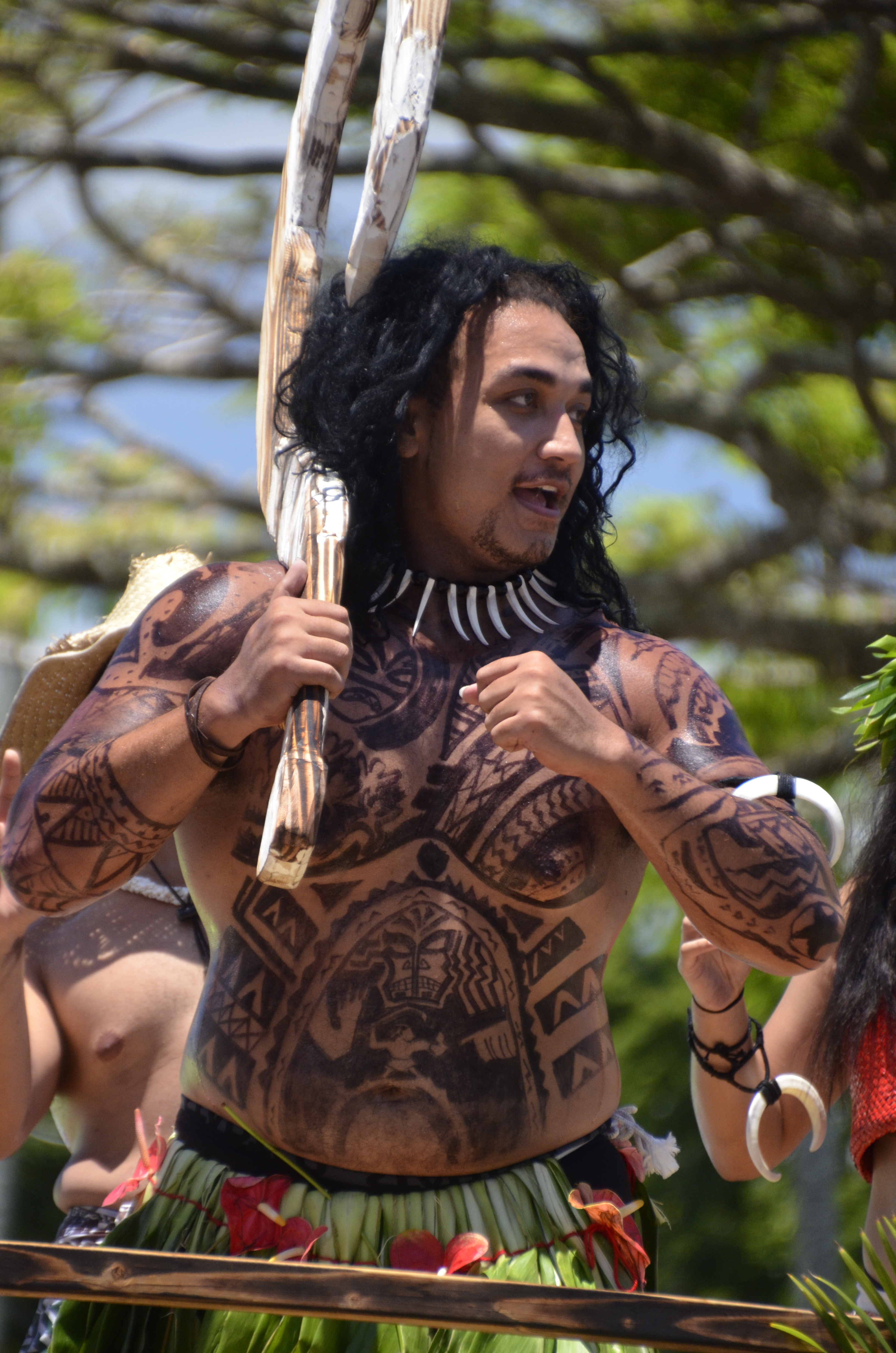
Ein Teilnehmer der Merrie Monarch Parade in Hilo stellt den Halbgott Māui im Stil des Animationsfilms von 2016 dar

Im Jahr 1886 veranstaltete König Kalākaua zu seinem 50. Geburtstag auf dem Gelände des ʻIolani-Palasts in Honolulu ein zweiwöchiges Fest der hawaiischen Kultur, bei dem einheimische Sänger und Tänzer auftraten. Eine Parade von Künstlern zog umsäumt von Menschenmassen von Downtown Honolulu zum Palast und bot dem König ihre traditionellen Künste dar. Dieses als Silver Jubilee bekannte Fest war die Inspiration für die Schaffung des Merrie Monarch Festivals im Jahr 1964. Es wurde von Helene Hale, der ersten Bürgermeisterin von Hawaii, ins Leben gerufen, um nach dem Niedergang der Zuckerindustrie und einem Tsunami den Tourismus auf der Insel Hawaii zu fördern. Es bestand zunächst aus einem König Kalākaua-Bart Ähnlichkeitswettbewerb, einer Nachstellung der Kalākaua-Krönungszeremonie, einem Staffellauf, einem Ball im hawaiischen Holokū-Gewand und weiteren Veranstaltungen. Eine große Popularität erzielte das Fest jedoch erst, als die Direktorin des Festivals, Dottie Thompson, 1971 einen Hula-Tanzwettbewerb hinzufügte und ihn zum Hauptfokus der Veranstaltung machte. Die Parade wurde von Jack Lord angeführt. Als 1976 auch Männer als Teilnehmer am Hula-Wettbewerb zugelassen wurden, wuchs das Interesse und der Enthusiasmus an dem Fest exponentiell. Der ursprüngliche Veranstaltungsort Civic Auditorium wurde zu klein, sodass das Festival 1978 ins Edith Kanakaʻole Tennisstadion verlegt wurde. 1980 war das Stadion zum ersten Mal ausverkauft. Als die Nachfrage weiter anstieg, aber kein größerer Veranstaltungsort auf der Insel gefunden werden konnte, begann man 1981 das Festival im Fernsehen zu übertragen. 2005 gewann erstmalig eine Männergruppe den Titel.

## Bewertungskriterien
Die Jury besteht aus sieben ausgewählten ehrenamtlichen Hula-Experten. Sie entscheiden nach folgenden Kriterien:
- Kaʻi:[6] Der Eintrittstanz, der dem Hula vorausgeht. Er wird von einem Gesang begleitet, der eine Gottheit des Hula ehrt.
- Interpretation: Sie umfasst die Präsentation, Hände, Füße, Kostüme und Verzierungen.
- Ausdruck: Wie die Künstler den Hula und Gesang durch ihr Gesicht, Körperbewegung und innere Ausstrahlung ausdrücken.
- Haltung: Die Haltung des Körpers während der gesamten Vorstellung.
- Präzision: Die präzise Ausführung der Bewegungen der Hände, Füße und des Körpers, auch während eines hula noho (sitzender Hula).
- Hoʻi:[7] Der Abgangstanz, die Art und Weise wie die Tänzer die Bühne verlassen.
- Authentizität: Das Kostüm muss die Periode des Hula oder Gesangs widerspiegeln.
- Verzierungen: Der Schmuck sollte aus dem Laubwerk bestehen, das die Körperform der Gottheiten des Hula repräsentiert.[8]

## Gewinner 2015–2022

### Miss Aloha Hula
| Jahr | Miss Aloha Hula                               | Kumu Hula (Hula-Lehrer)                | Hālau (Hula-Schule)         |
| ---- | --------------------------------------------- | -------------------------------------- | --------------------------- |
| 2022 | Piʻikea Kekīhenelehuawewehiikekauʻōnohi Lopes | Tracie & Keawe Lopes                   | Ka Lā ʻŌnohi Mai O Haʻehaʻe |
| 2021 | Rosemary Kaʻimilei Keamoai-Strickland         | Tracie & Keawe Lopes                   | Ka Lā ʻŌnohi Mai O Haʻehaʻe |
| 2020 | N/A                                           | N/A                                    | N/A                         |
| 2019 | Taizha Keakealani Hughes-Kaluhiokalani        | Robert Keʻano Kaʻupu IV & Lono Padilla | Hālau Hiʻiakaināmakalehua   |
| 2018 | Shalia Kapuauʻionālani Kikuyo Kamakaokalani   | Nāpua Greig                            | Hālau Nā Lei Kaumaka O Uka  |
| 2017 | Kelina Kiyoko Keʻanoʻilehua Tiffany Eldredge  | Robert Keʻano Kaʻupu IV & Lono Padilla | Hālau Hiʻiakaināmakalehua   |
| 2016 | Kayli Kaʻiulani Carr                          | Robert Keʻano Kaʻupu IV & Lono Padilla | Hālau Hiʻiakaināmakalehua   |
| 2015 | Jasmine Kaleihiwa Dunlap                      | Kunewa Mook & Kauʻionalani Kamanaʻo    | Hālau ʻO Kamuela            |